# 周震宇
周震宇（1973年—） 明道中學、輔仁大學資工系畢業。曾為台灣男性廣告配音員、現為聲音運用講師、教練、顧問。

## 經歷
- 澄意文創志業有限公司 營運長
- 櫻花企業集團公關中心專員。
- 台湾中央通訊社新聞編播。
- 鉅亨網多媒體事業部經理。
- 遊戲人聲-聲音美學管理團隊執行長/總教練。
- 實踐大學音樂系兼任講師。
- 中華民國國籍職能教育發展學會理事。
- 台湾民視與各大廣播電台配音人才培训班首席講師。
- 中国大陸中華英才網教育訓練講師。
- 中国大陸台媒體-城市之音（成都、南京、上海）音樂之聲（北京）教育訓練講師。
- 國家地理頻道御用預告旁白。

## 作品

### 廣播節目
- 山海屯廣播電台：《七點life Show》
- 好家庭廣播電台：《櫻花星期天》
- 全國廣播電台：《全國黑眼圈》、《美麗新世界》、《Happy Together》
- 環宇廣播電台：《音樂不夜城》

### 書籍
- 《聲入人心：教你如何洞悉人性、說話動聽（1書+1CD）》
- 《聲才有道：換個方式說，贏得健康財富好人員（1書+DVD）》
- 《周震宇的聲音魅力學》